# مهندسی بهداشت محیط
مهندسی بهداشت محیط یکی از علوم کاربردی و شاخه‌ای از مهندسی محیط زیست است که تمرکز و رویکرد آن بر روی جنبه‌های بهداشتی و انسانی محیط زیست می‌باشد. نام دیگر این رشته مهندسی محیط (گرایش بهداشت) می‌باشد. مهندسی بهداشت محیط بر طیف وسیعی از علوم مانند مهندسی، فیزیک، شیمی و میکروبیولوژی بنا شده‌است. مطابق تعریف دانشگاه کلمبیا مهندسی بهداشت محیط عبارت است از: شناسایی، ارزیابی و اصلاح معضلات زیست‌محیطی که تأثیر محسوسی بر بهداشت عمومی دارند. ایده اصلی رشته مهندسی بهداشت محیط نیز بر این مبنا بنا شده‌است که بسیاری از تهدیدات بر سلامتی انسان وابسته به محیط زیست بوده و مؤثرترین روش برای کاهش این مخاطرات، جلوگیری یا حذف آن مشکلات زیست‌محیطی می‌باشد.

## تاریخچه
مهندسی بهداشت محیط با نام اولیه مهندسی بهداشت از سال ۱۳۳۱ الی ۱۳۳۵ شمسی (۱۹۵۶–۱۹۵۲ میلادی) به صورت تیمی مرکب از مهندسین کادر ستادی وزارت بهداری سابق در نقاط مختلف کشور ایران فعالیت داشته‌است. وظایف این تیم علاوه بر تنظیم دستورالعمل‌ها، تهیه گزارش‌هایی در زمینه مراکز تهیه، توزیع، عرضه و فروش مواد غذایی و اماکن عمومی، مبارزه با حشرات و جوندگان، دفع فاضلاب و پسماند، بهسازی منابع آب، طراحی نقشه‌های تیپ و اجرای پروژه‌های آب آشامیدنی بود. در این مدت نسبت به اجرای لوله‌کشی آب آشامیدنی ۴۶ شهر در کشور ایران اقدام گردید.
در آذرماه سال ۱۳۳۲ شمسی (دسامبر ۱۹۵۳ میلادی) اولین دوره کمک‌مهندسی بهداشت ایران با حضور ۲۴ نفر (۵ نفر از تهران، ۵ نفر از تبریز، ۵ نفر از شیراز، ۲ نفر از رشت، و ۲ نفر از بابل) در پاکدشت ورامین (پلدشت سابق) تشکیل گردید. از سال ۱۳۳۵ شمسی (۱۹۵۶ میلادی) اداره کل مهندسی بهداشت تشکیل و طی مدت کوتاهی در بسیاری از استان‌های ایران، ادارات مهندسی بهداشت ایجاد گردید. در سال ۱۳۴۰ شمسی (۱۹۶۱میلادی) در دوران کوتاهی اداره کل مهندسی بهداشت با اداره ریشه‌کنی مالاریا ادغام گردید ولی بنابر دلایلی ادامه فعالیت واحدهای ادغام یافته ممکن نشده و مجدداً اداره کل مهندسی بهداشت مستقلاً به کار خود ادامه داد. در طی سال‌های ۱۳۳۵ لغایت ۱۳۴۰ شمسی (۱۶۹۱–۱۹۵۶میلادی) به علت تشکیل وزارتخانه‌ها و سازمان‌های مرتبط با آب و برق، تأمین آب در مناطق شهری از وزارت بهداری سابق منفک و بر عهده وزارت آب و برق گذاشته شد. پس از این دوره اداره کل مهندسی بهداشت بر تأمین آب آشامیدنی و به‌سازی محیط روستاها متمرکز گردید.
در سال‌های فوق تعداد زیادی از مهندسین رشته‌های مختلف به ویژه عمران و شیمی جهت اخذ مدارک تخصصی در زمینه مهندسی بهداشت به خارج از کشور اعزام شدند. در این راستا به دنبال تشکیل دوره کمک‌مهندسی بهداشت و دوره کمک‌بهسازی، اولین دوره بهسازی با پذیرش لیسانسیه‌های رشته‌هایی مانند شیمی، فیزیک، زیست‌شناسی و… در دانشکده بهداشت دانشگاه تهران فعالیت خود را آغاز نمود. این دوره در سال ۱۳۴۵ شمسی (۱۹۶۶ میلادی) تبدیل به دوره عالی بهسازی گردید که مدرک تحصیلی آن کارشناسی ارشد بود. در سال ۱۳۴۴ شمسی (۱۹۶۵ میلادی) اداره کل مهندسی بهداشت وزارت بهداری ایران شامل ادارات آب و فاضلاب، بهسازی، هوا و محیط کار می‌گردید. یکی از وقایع مهم برای اداره کل مهندسی بهداشت وزارت بهداری سابق تصویب قانون مواد خوردنی، آشامیدنی، آرایشی و بهداشتی در سال ۱۳۴۶ شمسی (۱۹۶۷ میلادی) بود که پشتوانه قانونی و حقوقی را برای کنترل بهداشتی مراکز تهیه، توزیع و فروش مواد غذایی و اماکن عمومی فراهم نمود.
در همین سال نام اداره کل مهندسی بهداشت به اداره کل بهداشت محیط تغییر و تأمین آب آشامیدنی و بهسازی محیط روستاها از وزارت بهداری به وزارت آبادانی و مسکن منتقل گردید. در سال ۱۳۵۱ شمسی (۱۹۷۲ میلادی) وظایف مذکور به وزارت کشاورزی منتقل و پس از تشکیل وزارت تعاون در حکومت پهلوی، به آن وزارتخانه محول گردید اما در سال ۱۳۵۶ شمسی (۱۹۷۷ میلادی) با مصوبه‌ای وظایف یاد شده مجدداً به اداره بهداشت محیط اعاده گردیده و در سال ۱۳۵۸ (۱۹۷۹ میلادی) مصوبه مذکور توسط شورای انقلاب مورد تأکید قرار گرفت.
اجرای پروژه‌های تأمین آب آشامیدنی روستایی و عملیات بهسازی محیط پس از پیروزی انقلاب اسلامی ایران با توجه به توانمندی‌های متخصصین بهداشت محیط توسعه قابل ملاحظه‌ای یافت. پس از پایان جنگ عراق علیه ایران و غلبه دیدگاه پزشک محور در سیستم بهداشتی ایران و تحت عنوان هماهنگی تشکیلات بهداشت محیط با شبکه‌های بهداشتی درمانی، در سال ۱۳۶۹ شمسی (۱۹۹۰ میلادی) مسئولیت تأمین آب آشامیدنی روستایی به وزارت جهاد سازندگی سابق واگذار و پس از آن فعالیت‌های بهداشت محیط در نظام شبکه‌های بهداشتی‌درمانی کشور ایران ادغام گردید که از آن مرحله به عنوان آغاز تضعیف بعد مهندسی بهداشت محیط در سیستم بهداشتی ایران و نادیده گرفته‌شدن توانمندی‌های مهندسی متخصصین بهداشت محیط یاد می‌گردد.
در سال ۱۳۷۴ شمسی (۱۹۹۵ میلادی) پس از اجرای برنامه تعدیل نیروی انسانی و کاهش ابعاد تشکیلات در وزارت بهداشت، درمان و آموزشی پزشکی، علی‌رغم مخالفت‌های جامعه بهداشت محیط کشور ایران، دو اداره کل بهداشت محیط و اداره کل بهداشت حرفه‌ای ادغام و با ادامه روند کوچک‌سازی تشکیلات، در آذرماه ۱۳۷۹ شمسی (دسامبر ۲۰۰۰ میلادی) اداره کل بهداشت محیط و حرفه‌ای به مرکز سلامت محیط و کار وزارت بهداشت تغییر نام یافت.

## همایش ملی بهداشت محیط
انجمن علمی بهداشت محیط ایران، هر ساله با همکاری دانشگاه‌های علوم پزشکی سراسر کشور، همایشی تحت عنوان همایش ملی بهداشت محیط برگزار می‌کند که در این همایش آخرین دستاوردهای علمی پژوهشی عرصه بهداشت محیط زیست کشور به صورت مقالات سخنرانی و پوستر ارائه می‌گردد. در این همایش که هر ساله با استقبال گسترده علاقه‌مندان برگزار می‌گردد موضوعات مختلفی چون مهندسی آب و فاضلاب، مدیریت پسماند، کنترل آلودگی هوا، ارزیابی اثرات محیط زیست، بهداشت مسکن و اماکن عمومی و… مورد بحث و تبادل نظر محققان قرار می‌گیرد. تاکنون ۱۶ همایش در سال‌های
- اولین همایش کشوری بهداشت محیط سال ۱۳۷۴ دانشگاه علوم پزشکی و خدمات بهداشتی درمانی تهران،
- دومین همایش کشوری بهداشت محیط سال ۱۳۷۸ دانشگاه علوم پزشکی و خدمات بهداشتی درمانی تهران،
- سومین همایش کشوری بهداشت محیط سال ۱۳۷۹ دانشگاه علوم پزشکی و خدمات بهداشتی درمانی کرمان،
- چهارمین همایش کشوری بهداشت محیط سال ۱۳۸۰ دانشگاه علوم پزشکی شهید صدوقی یزد،
- پنجمین همایش کشوری بهداشت محیط سال ۱۳۸۱ دانشگاه علوم پزشکی و خدمات بهداشتی درمانی ایران،
- ششمین همایش کشوری بهداشت محیط سال ۱۳۸۲ دانشگاه علوم پزشکی و خدمات بهداشتی درمانی مازندران،
- هفتمین همایش کشوری بهداشت محیط سال ۱۳۸۳ دانشگاه علوم پزشکی شهر کرد،
- هشتمین همایش کشوری بهداشت محیط ۱۳۸۴ دانشگاه علوم پزشکی و خدمات بهداشتی درمانی تهران،
- نهمین همایش کشوری بهداشت محیط سال ۱۳۸۵ دانشگاه علوم پزشکی اصفهان،
- دهمین همایش کشوری بهداشت محیط سال ۱۳۸۶ دانشگاه علوم پزشکی همدان،
- یازدهمین همایش کشوری بهداشت محیط سال ۱۳۸۷ دانشگاه علوم پزشکی زاهدان،
- دوازدهمین همایش کشوری بهداشت محیط سال ۱۳۸۸ دانشگاه علوم پزشکی شهید بهشتی،
- سیزدهمین همایش کشوری بهداشت محیط سال ۱۳۸۹ دانشگاه علوم پزشکی کرمان،
- چهاردهمین همایش کشوری بهداشت محیط سال ۱۳۹۰ دانشگاه علوم پزشکی شهید صدوقی یزد[۴]

،،
- پانزدهمین همایش کشوری بهداشت محیط سال ۱۳۹۱ دانشگاه علوم پزشکی گیلان،
- شانزدهمین همایش کشوری بهداشت محیط سال ۱۳۹۲ دانشگاه علوم پزشکی تبریز،
- هفدهمین همایش کشوری بهداشت محیط سال ۱۳۹۳ دانشگاه علوم پزشکی بوشهر،
- هجدهمین همایش کشوری بهداشت محیط سال ۱۳۹۴ دانشگاه علوم پزشکی شیراز،
- اولین همایش بین‌المللی و نوزدهمین همایش ملی بهداشت محیط و توسعه پایدار ۱۳۹۵ دانشگاه عوم پزشکی تهران،

## تصویب عنوان مهندسی کارشناسی بهداشت محیط
به دنبال تصویب عنوان مهندسی بهداشت حرفه‌ای برای رشته‌های بهداشت حرفه‌ای در حرکتی غیر کارشناسی با پیگیری توسط بورد بهداشت محیط، کارشناسان، فارغ التحصیلان و… عنوان مهندسی برای رشته کارشناسی بهداشت محیط به تصویب نهایی شورای گسترش دانشگاه‌های علوم پزشکی کشور رسید.

## جشنواره علمی بهداشت محیط
به منظور ارتقاء سطح بهداشت محیط کشور جشنواره علمی بهداشت محیط از سال ۱۳۸۸ توسط انجمن علمی بهداشت محیط ایران هم‌زمان با روز ملی بهداشت محیط برگزار می‌گردد.
تا کنون ۴ دوره از جشنواره در سال‌های 1388 1389 1390 1391 1391 برگزار گردیده‌است لیکن به دلیل تغییر مناسبت جشنواره از روز ملی بهداشت محیط به روز جهانی بهداشت محیط جشنواره پنجم تا مهرماه 1393 به تعویق افتاده‌است.
فراخوان ششمین جشنواره علمی بهداشت محیط ایران
پنجمین جشنواره علمی بهداشت محیط که قرار بود ۱۱ اسفند سال ۱۳۹۲ در روز ملی بهداشت محیط برگزار گردد، هم‌زمان با ششمین جشنواره علمی بهداشت محیط با فرارسیدن روز جهانی بهداشت محیط (۲۶ سپتامبر) در روز شنبه ۵ مهر ماه ۹۳ برگزار خواهد شد.

## روز ملی بهداشت محیط
۱۱ اسفند روز ملی بهداشت محیط در ایران.
روز ملی بهداشت محیط یک فرصت است که اهداف رشته بهداشت محیط و همچنین فعالیت‌هایی که فعالان رشته مهندسی بهداشت محیط انجام داده‌اند به اطلاع مسئولان و مردم رسانده شود. می‌توان از این روز جهت تغییر نگاه مسئولان و جلب توجه بیشتر آنان به اهداف زیست‌محیطی و بهداشتی بهره برد.
می‌توان با بیان راهکارهای کنترل آلودگی هوا، دفع پسماند، جمع‌آوری و تصفیه فاضلاب نظر مردم و مسئولین را جلب کرد. می‌توان حساسیت‌های لازم جهت اجرای طرح‌های پیشنهادی را برانگیخت و …
به استحضار جامعه بهداشت محیط ایران می‌رساند که روز ملی بهداشت محیط به روز جهانی بهداشت محیط (۲۶ سپتامبر) تغییر یافت.

## آزمون موسسات خود کنترلی بهداشتی
تاکنون پنج دوره آزمون خوداظهاری بهداشتی توسط انجمن علمی بهداشت محیط ایران برگزار شده‌است، اولین آزمون از تاریخ ۹۲/۸/۳۰ شروع شده و به منظور ارتقاء سطح عملکرد بهداشتی مراکز و اماکن عمومی موضوع ماده ۱۳ قانون اصلاح مواد خوردنی، آشامیدنی، آرایشی و بهداشتی انجام شد
در هر کدام از این شرکت‌ها و موسسات خوداظهاری و خود کنترلی بهداشتی صنوف یک نفر کارشناس بهداشت محیط به عنوان مسئول فنی شرکت حضور داشته و سایر کارکنان (با حداقل مدرک کاردانی یا بالاتر در رشته مهندسی بهداشت محیط یا مدرک کارشناسی یا بالاتر در در رشته ایمنی و بهداشت مواد غذایی) شاغل در این زمینه، زیر نظر مسئول فنی فعالیت می‌کنند. فارغ التحصیلان رشته مهندسی بهداشت محیط (با حداقل مدرک کارشناسی) می‌توانند با کسب ۷۰ درصد نمره آزمونی که توسط انجمن علمی بهداشت محیط ایران برگزار می‌گردد در این زمینه مشغول به کار شوند. این شرکت‌ها بر طبق دستورالعمل مؤسسات مشاوره بهداشت محیطی تأسیس شده و بر طبق آن واگذاری کنترل بهداشتی اماکن به بخش خصوصی صورت می‌پذیرد آغاز ثبت نام آزمون موسسات خوداظهاری بهداشت توسط انجمن علمی بهداشت محیط اطلاع‌رسانی می‌شود و داوطلبان تا اعلام نتایج آزمون شرکت‌ها و موسسات خودکنترلی توسط انجمن علمی بهداشت محیط ایران منتظر می‌مانند منابع آزمون خود اظهاری بهداشتی معرفی شده‌است و در چند نوبت نیز انجمن علمی بهداشت محیط ایران با تغییر منابع آزمون خود اظهاری بهداشتی مواجه بوده‌است به‌طوری‌که منابع آزمون خود اظهاری بهداشتی معرفی شده‌اند و تغییر منابع آزمون خوداظهاری و خودکنترلی بهداشتی اطلاع‌رسانی شده‌است.
خیلی جامعه متخصصین بهداشت محیط همکاری انجمن علمی بهداشت محیط با این گونه سیاست‌ها را نوعی خیانت آن انجمن به جامعه بهداشت محیط می‌دانند

## دروس کارشناسی مهندسی بهداشت محیط
برخی از دروس رشته کارشناسی مهندسی بهداشت محیط عبارتند از:
- ریاضی مهندسی
- معادلات دیفرانسیل
- نقشه‌برداری
- رسم فنی و نقشه‌کشی
- استاتیک و مقاومت مصالح
- مکانیک خاک
- مکانیک سیالات
- هیدرولیک
- اصول ترمودینامیک و انتقال حرارت
- تصفیه آب
- تصفیه فاضلاب
- سیستم‌های انتقال و توزیع آب
- سیستم‌های جمع‌آوری فاضلاب و آب‌های سطحی
- فاضلاب صنعتی
- بهره‌برداری و نگهداری از تأسیسات آب و فاضلاب
- کاربرد موتور تلمبه در تأسیسات آب و فاضلاب (پمپ و پمپاژ)
- فیزیک عمومی
- شیمی عمومی
- میکروبیولوژی محیط
- پاتوبیولوژی
- ایمنی و بهداشت مواد غذایی
- آمار زیستی
- آلودگی هوا
- فرایندها و عملیات در بهداشت محیط
- بهداشت پرتوها
- هیدرولوژی آب‌های سطحی و زیرزمینی
- آشنایی با مدل‌سازی در سیستم‌های مهندسی
- اکولوژی محیط